# Waterloo Sunset

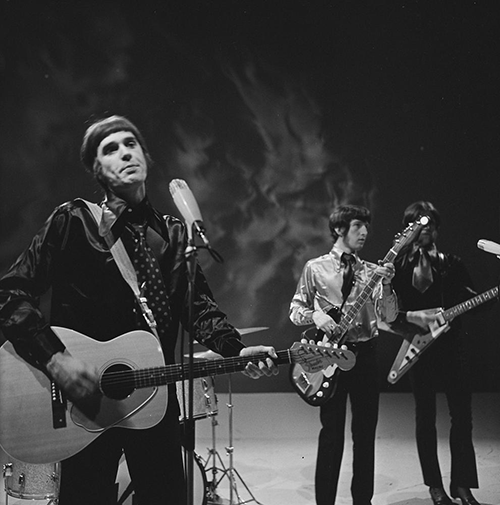
The Kinks 1967

"Waterloo Sunset" är en poplåt komponerad av Ray Davies och lanserad av The Kinks 1967. Ray Davies producerade även inspelningen. Låten är med på albumet Something Else by the Kinks. Den blev en singelhit i flera europeiska länder men nådde inte listplacering på Billboard-listan i USA. I texten följer berättaren ett romantiskt länkat par vandrade över en bro över Themsen nära Waterloo Station. För att få ett unikt gitarrljud till låten använde man eko från ett manipulerat magnetband.
Låten är listad som #42 på magasinet Rolling Stones lista The 500 Greatest Songs of All Time. Pitchfork Media listade den som 29:e bästa 1960-talssingeln av 200.

## Text
Det har ryktats om att låten skulle varit inspirerad av romansen mellan två brittiska kändisar från den tiden, skådespelarna Terence Stamp och Julie Christie som var huvudrollsinnehavare i filmen Fjärran från vimlets yra. Ray Davies har dock förnekat detta i sin självbiografi och förklarade i en intervju från 2008 att "Det var en fantasi om att min syster åkte iväg med sin pojkvän till en ny värld och de skulle emigrera och åka till ett annat land."

## Listplaceringar
| Lista (1967)   | Position          |
| -------------- | ----------------- |
| Australien     | 4 (Go Set)        |
| Danmark        | 5 (DR "Top 20")   |
| Flandern       | 6                 |
| Frankrike      | 72                |
| Irland         | 3                 |
| Nederländerna  | 1                 |
| Norge          | 7 (VG-lista)      |
| Nya Zeeland    | 7                 |
| Storbritannien | 2                 |
| Sverige        | 14 (Kvällstoppen) |
| Sverige        | 4 (Tio i topp)    |
| Vallonien      | 8                 |
| Västtyskland   | 7                 |
| Österrike      | 10                |